# Сагдуллаев, Лутфулла
Лутфулла Сагдуллаев (узб. Lutfulla Saʼdullayev; 18 декабря 1940, Ташкент — 10 апреля 2022, там же) — советский и узбекский  актёр и режиссёр, народный артист Узбекистана (2001).

## Биография
Родился 18 декабря 1940 года в Ташкенте. В 1965 году окончил Ташкентский театрально-художественный институт им. А. Островского (актёрский факультет). В 1963 году начал сниматься в кино. В 1963—2003 годах работал в Юной аудитории, работал актёром в Театре сатиры имени Абдуллы Каххора. Сыграл главные роли в фильмах «Ҳаёт тунда ўтиб кетди» (1968), «Караван» (1973), «Дом под жарким солнцем» (1977). В 1968 году женился на своей коллеге, заслуженной артистке Узбекистана Гульчехре Садуллаевой.

## Семья
- Супруга: Гулчехра Сагдуллаева, актриса[6]
- Дочь: Гулираъно Сагдуллаева
- Дочь: Мукаддас Сагдуллаева, актриса[7]
- Зять: Фатхулла Масудов, актёр театра и кино, заслуженный артист Узбекистана
- Зять: Йигитали Мамаджанов, киноактёр

## Образование
Ташкентский государственный театрально-художественный институт им. Островского, который окончил в 1965 году.

## Карьера
- В 1963—2007 годах Юная аудитория работала актёром в Театре сатиры имени Абдуллы Каххора.
- С 2008 года работает в Республиканский театр юного зрителя Узбекистана[8]
- За свою карьеру он сыграл роли примерно в 200 спектаклях
- Снялся в более чем 500 фильмах и видеороликах, а также в телевизионных миниатюрах

## Фильмография

### Фильм
| Год  | Название               | Роль       |
| ---- | ---------------------- | ---------- |
| 1968 | Жизнь прошла ночью     |            |
| 1973 | Караван                | Афзал      |
| 1977 | Дом под жарким солнцем |            |
| 2000 | Беш қисмат             |            |
| 2002 | Осмондаги болалар      |            |
| 2003 | Мунис онам             |            |
| 2003 | Осмондаги болалар 2    |            |
| 2005 | Фотима ва Зухра        | Хомид ака  |
| 2006 | Сунами                 |            |
| 2006 | Сунами                 | Тўлкин ака |
| 2007 | Жазо                   |            |
| 2008 | Амакиваччалар          |            |
| 2009 | Аччик хаёт             |            |
| 2012 | Ковун                  |            |
| 2016 | Бебахогинам            |            |

### Видеофильмы
- Весна не возвращается — Алимардон Тураев
- Судьба — Берди
- Трудно быть человеком — Абдулла
- Уч илдиз — Махкам
- Оталар сўзи
- Виждон азоби
- В магазине

## Телесериалы
- 1998—2001 «Шайтанат» — Килич Сулаймонов

## Театр

### Роли в театре
- «Мусо Жалил» («Мусо Жалил»)
- «Бунёд» («Семурғ»)
- «Ибн Сино» («Донишманднинг ёшлиги»)
- «Хамза» («Қалдиргочлар»)
- «Қори» («Тобутдан товуш»)
- «Шоғулом» («Жанжал»)
- «Омон» («Шум бола»)
- «Мирқосим» («Заҳарли томчилар»)
- «Ибн Малъун» («Минг бир кеча»)

### Режиссёр
- «Адашганлар»
- «Тинибтинчимас бувижон»
- «Ни в коем случае ягненок»
- «Болалар Шоу»
- «Зумраша»
- «Ривоят»

## Клипы

### Клип
| Год  | Артист                  | Клип             |
| ---- | ----------------------- | ---------------- |
| 2014 | Шароф Муқимов ва Дониёр | Назирахон        |
| 2014 | Анвар Шарипов           | Ярим бахт        |
| 2015 | Киличбек Мадалиев       | Шахзодангни кут  |
| 2015 | Киличбек Мадалиев       | Етарди           |
| 2015 | Отабек Муталхўжаев      | Калей-калей      |
| 2015 | Муниса Ризаева          | Сакраменто       |
| 2015 | Шохжахон Жураев         | Чекка бир кишлок |
| 2016 | Адҳам Солиев            | Боролмайман      |
| 2016 | Шахриёр                 | Изхор            |
| 2016 | Ботир Кодиров           | Сенга нима булди |
| 2016 | Зиёда                   | Жим              |

## Звания и награды
- Народный артист Узбекистана (2001)[9]